# Сент-Люс-сюр-Луар
Сент-Люс-сюр-Луар (фр. Sainte-Luce-sur-Loire) — коммуна на западе Франции, находится в регионе Пеи-де-ла-Луар, департамент Атлантическая Луара, округ Нант, кантон Каркефу. Пригород Нанта, примыкает к нему с северо-востока, в 8 км от центра города, на правом берегу реки Луара. Через территорию коммуны проходит национальная автомагистраль А811.
Население (2019) — 15 319 человек.

## История
Сент-Люс-сюр-Луар вырос вокруг замка Шассе, бывшего на протяжении многих веков резиденцией епископов Нанта. Первый особняк был построен приблизительно в VI веке, возможно, Святым Феликсом Нантским в бытность его епископом Нанта, на месте бывшей римской виллы Cariacum. Вилла располагалась на древней римской дороге, упоминаемой в источниках с III века. В 1076 году нантский епископ Герех II Корнуэльский передал своему брату Бенедикту, аббату влиятельного аббатства Святого Креста в Кемперле, часть своих владений вокруг замка Шассе.
В 1532 году, в результате объединения Бретани с Францией, Сент-Люс-сюр-Луар вошел в состав Французского королевства.
13 апреля 1598 года король Генрих IV по приглашению епископа Филиппа Дю Бека прибыл в Нант, чтобы подписать там свой знаменитый эдикт; епископ встречал его в замке Шассе. Другая известная персона, кардинал де Ришельё, размещался в Шассе в 1626 году во время поездки в Нант. 
В XIX веке Сент-Люс был выбран знатными жителями Нанта в качестве месторасположения их загородных резиденций, что привело к строительству или реконструкции большого числа шато и особняков.
В 1844 году выделяются средства на строительство железнодорожной линии от Тура до Нанта, которая прошла южнее Сент-Люса. В августе 1851 года на территории коммуны появляется железнодорожная станция (закрыта в 1977 году). В 1878 году построена новая церковь. 
В XX веке, особенно после Второй мировой войны, в связи со значительным жилищным строительством и ростом населения в агломерации Нанта, существенно сократилось сельское хозяйство, преимущественно огородничество, бывшее основным занятием местных жителей.

## Достопримечательности
- Шато Шассе XVI века в стиле итальянского ренессанса, бывшая резиденция епископов Нанта, сейчас здание мэрии
- Особняк Гран-Плессис XV века, перестроенный в XIX веке; сейчас в нем находится ресторан
- Готическое шато Перье XV века
- Шато Лино XIX века в стиле неоготика
- Особняк Бельвю середины XIX века
- Церковь Святой Люсии 1878 года в неороманском стиле
- Пруд Плессис

## Экономика
Структура занятости населения:
- сельское хозяйство — 0,5 %
- промышленность — 13,6 %
- строительство — 10,9 %
- торговля, транспорт и сфера услуг — 53,5 %
- государственные и муниципальные службы — 21,5 %

Уровень безработицы (2018) — 8,4 % (Франция в целом —  13,4 %, департамент Атлантическая Луара — 11,1 %). 

Среднегодовой доход на 1 человека, евро (2018) — 24 770 (Франция в целом — 21 730, департамент Атлантическая Луара — 22 910).

## Демография
Динамика численности населения, чел.

## Администрация
Пост мэра Сент-Люс-сюр-Луара с 2020 года занимает социалист Антони Деклозье (Anthony Descloziers). На муниципальных выборах 2020 года возглавляемый им левый список одержал победу во 2-м туре, получив 53,18 % голосов.
| Период | Период | Фамилия         | Партия                  | Примечания                                            |
| ------ | ------ | --------------- | ----------------------- | ----------------------------------------------------- |
| 1959   | 1983   | Феликс Тесье    |                         |                                                       |
| 1983   | 2007   | Пьер Брасле     | Разные правые           | инспектор SNCF, член Генерального совета департамента |
| 2007   | 2014   | Бернар Онет     | Социалистическая партия | учитель, член Генерального совета департамента        |
| 2014   | 2020   | Жан-Ги Аликс    | Разные правые           | руководитель предприятия                              |
| 2020   |        | Антони Деклозье | Социалистическая партия | подрядчик-консультант по оценке культурного наследия  |

## Галерея

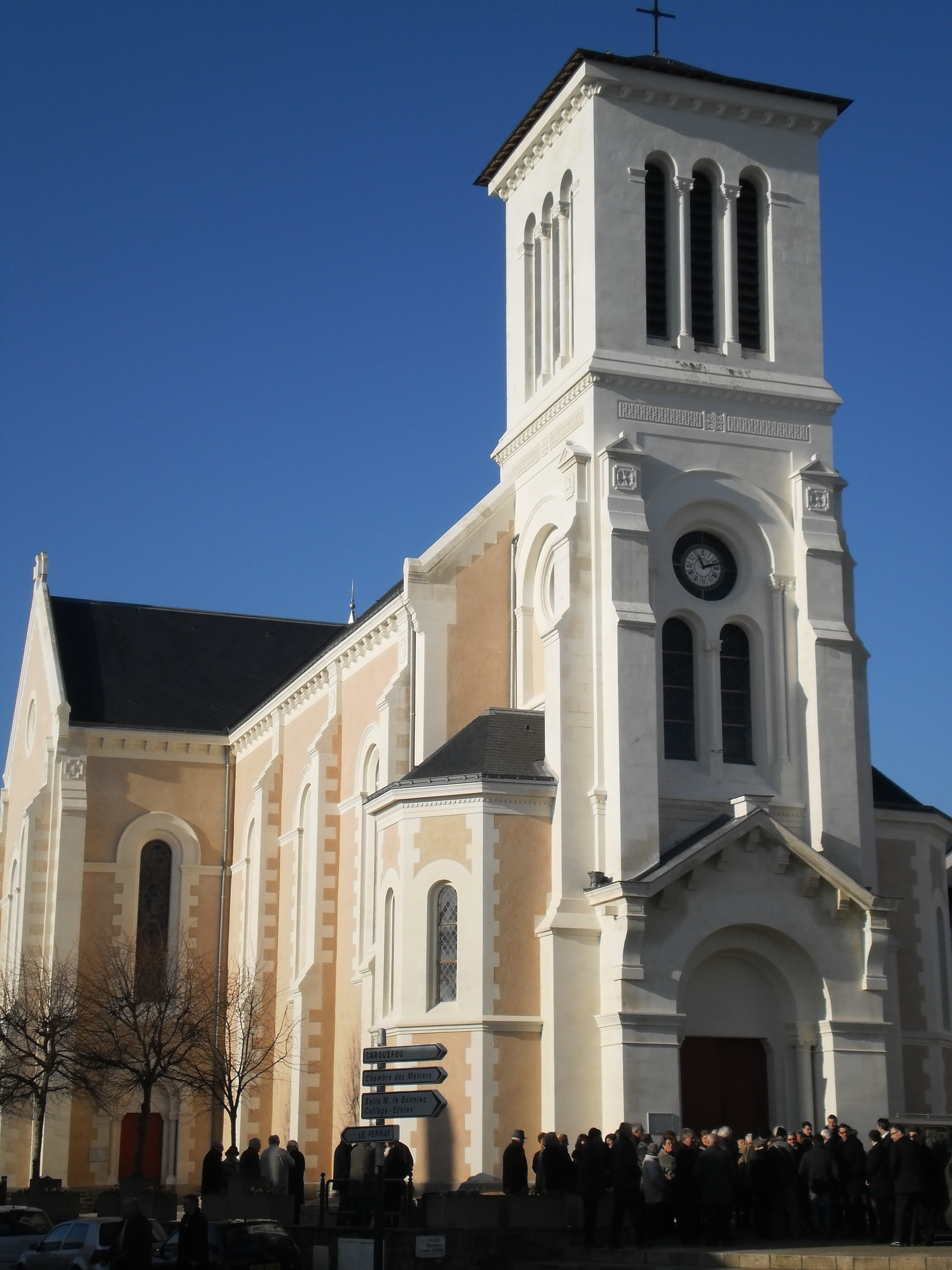
Церковь Святой Люсии
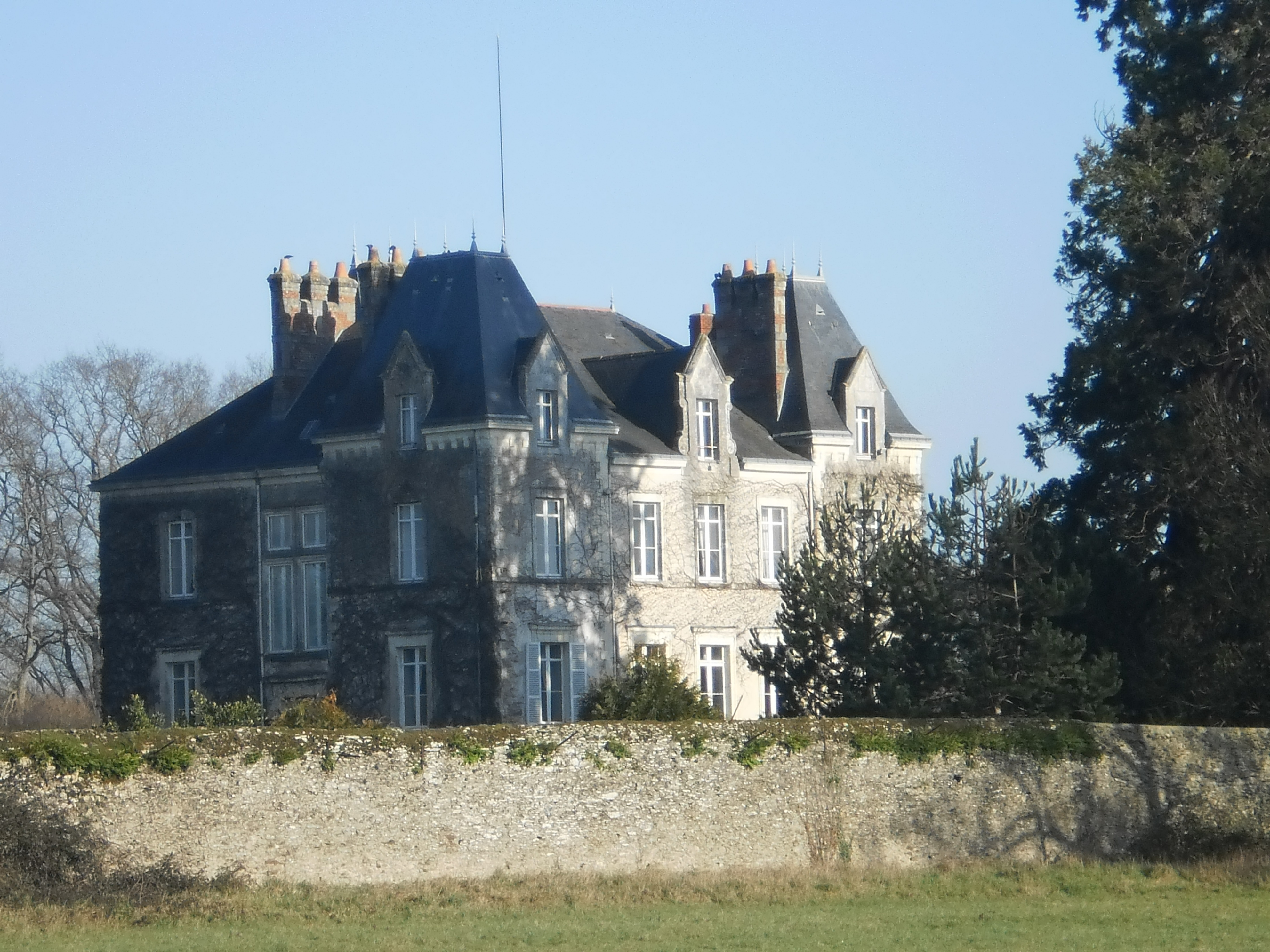
Особняк Гран-Плессис
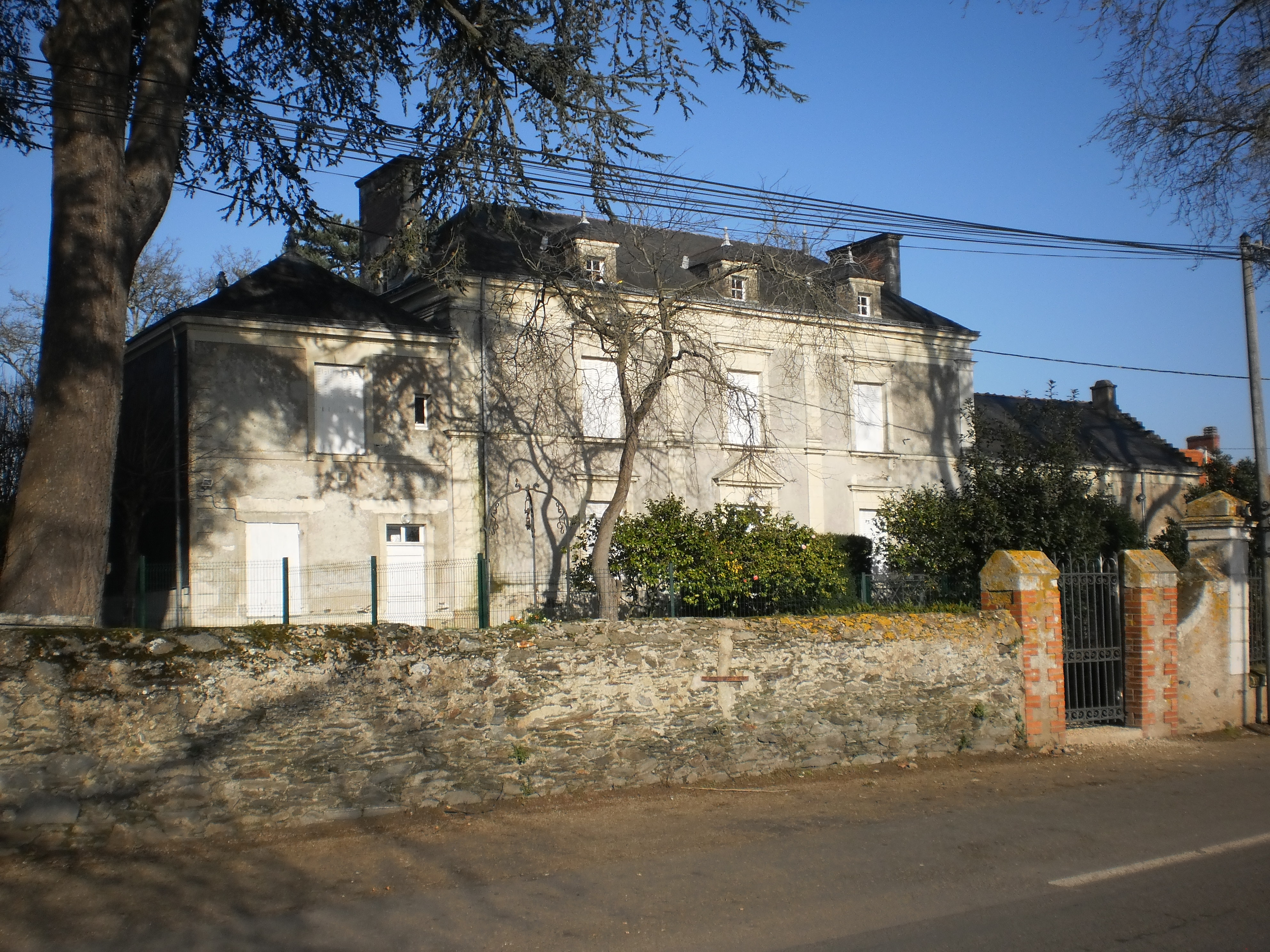
Особняк Бельвю
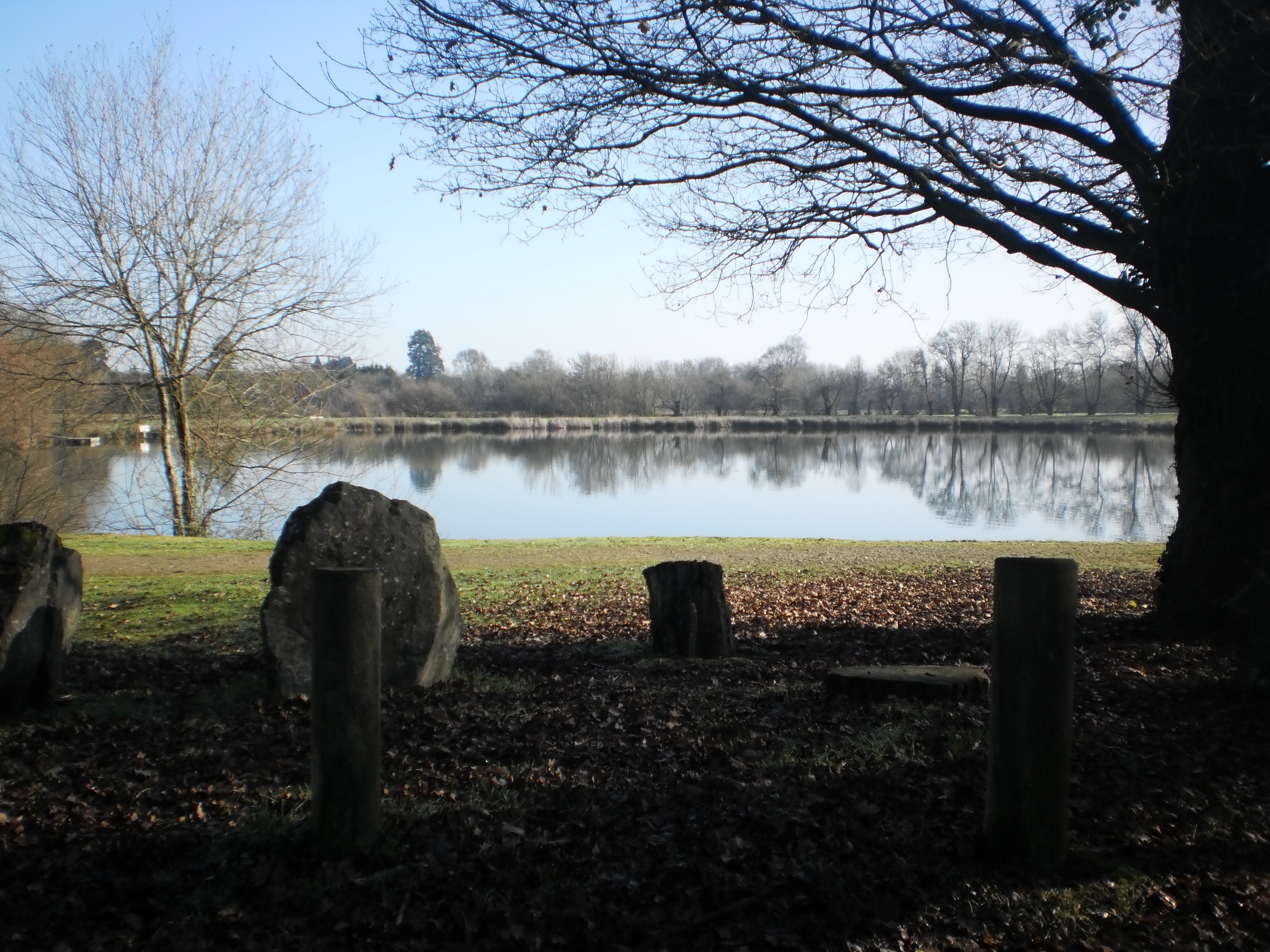
Пруд Плессис
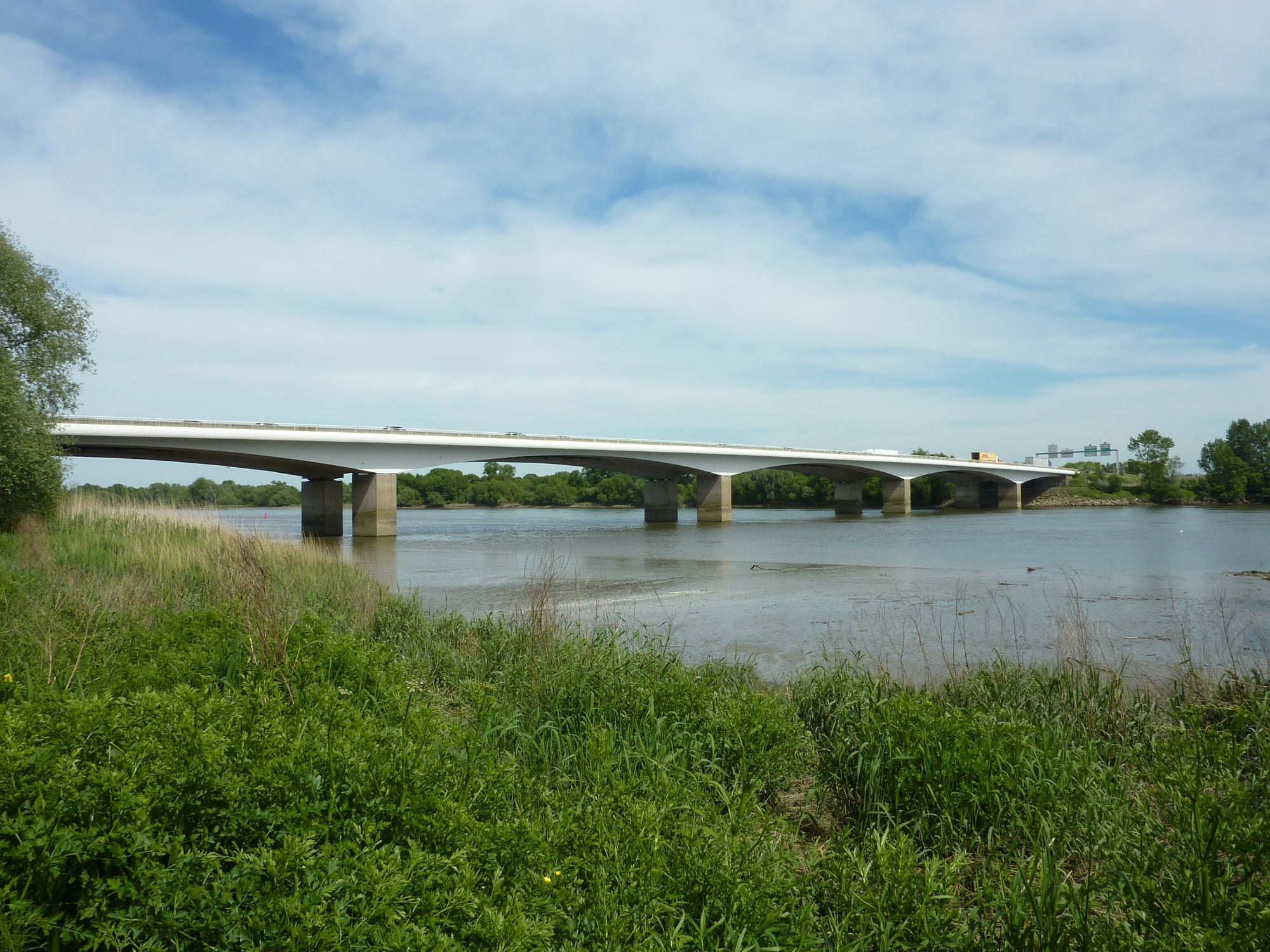
Мост Бельвю через Луару